# Goniothalamus multiovulatus
Goniothalamus multiovulatus este o specie de plante din genul Goniothalamus, familia Annonaceae, descrisă de Suzanne Ast. Conform Catalogue of Life specia Goniothalamus multiovulatus nu are subspecii cunoscute.